# 阿拉伯小鯛
阿拉伯小鯛為輻鰭魚綱鱸形目鱸亞目鯛科的其中一種，分布於西印度洋區，從波斯灣至索馬利亞海域，棲息深度可達150公尺，體長可達37公分，棲息在各種底質海域，可做為食用魚。